# Флеминг, Гарольд
Га́рольд Джон Фле́минг (англ. Harold John Fleming; 30 апреля 1887 — 23 августа 1955) — английский футболист, нападающий (правый инсайд). Всю свою профессиональную карьеру провёл в клубе «Суиндон Таун». Также выступал за национальную сборную Англии.

## Клубная карьера
Начал карьеру в любительском клубе «Сент-Маркс», где его заметили скауты «Суиндон Таун» и пригласили на просмотр. После одной игры за резервистов «Суиндон Таун» против «Солсбери Сити», в которой Флеминг сделал «дубль», ему предложили контракт. Неделю спустя, 19 октября 1907 года, Флеминг дебютировал в основном составе «Суиндон Таун» в матче Южной лиги против «Лутон Таун», отметившись забитым мячом. В сезоне 1907/08 Флеминг стал лучшим бомбардиром своей команды, забив 17 голов в 30 матчах лиги. В сезоне 1908/09 Флеминг забил 28 голов в 34 матчах лиги. Тогда же он был впервые приглашён в национальную сборную.
Во время выступлений Флеминга за клуб «Суиндон Таун» дважды становился чемпионом Южной лиги (в сезонах 1909/10 и 1913/14), а также дважды доходил до полуфиналов Кубка Англии (в сезонах 1909/10 и 1911/12). В полуфинальном матче Кубка Англии против «Барнсли» весной 1912 года против Флеминга играли очень грубо, он получил травму и пропустил следующие десять месяцев. В 1915 году его карьера, как и карьера многих других футболистов того времени, была прервана в связи с войной. В военное время работал инструктором по физическому воспитанию в Кембридже.
После окончания войны Флеминг вернулся в «Суиндон Таун». В сезоне 1920/21 клуб был принят в Футбольную лигу, став членом Третьего дивизиона. 28 августа 1920 года Флеминг сыграл в первом матче «Суиндон Таун» в Футбольной лиге (это была игра против «Лутон Таун»). В той игре «зарянки» разгромили соперника со счётом 9:1 (рекордная победа «Суиндон Таун» в Футбольной лиге за всю историю), а Флеминг забил четыре гола.
19 апреля 1924 года Флеминг провёл свой последний матч за клуб — это была игра против «Брайтон энд Хоув Альбион» в Третьем южном дивизионе (победа 4:0), в которой он отличился забитым мячом. В общей сложности Флеминг провёл за «Суиндон Таун» 336 матчей и забил 204 гола.

## Карьера в сборной
3 апреля 1909 года Флеминг дебютировал за национальную сборную Англии в матче Домашнего чемпионата против сборной Шотландии. Всего провёл за сборную 11 матчей и забил 9 голов.
Флеминг является единственным игроком «Суиндон Таун», выступавшим за сборную Англии.

#### Матчи за сборную Англии
| №  | Дата            | Стадион                  | Соперник  | Результат | Голы Флеминга | Турнир             |
| -- | --------------- | ------------------------ | --------- | --------- | ------------- | ------------------ |
| 1  | 3 апреля 1909   | «Кристал Пэлас», Лондон  | Шотландия | 2:0       |               | Домашний чемпионат |
| 2  | 29 мая 1909     | «Миллинарис», Будапешт   | Венгрия   | 4:2       | 42′           | Товарищеский матч  |
| 3  | 31 мая 1909     | «Миллинарис», Будапешт   | Венгрия   | 8:2       | 4′ 44′        | Товарищеский матч  |
| 4  | 12 февраля 1910 | «Солитьюд», Белфаст      | Ирландия  | 1:1       | 51′           | Домашний чемпионат |
| 5  | 14 марта 1910   | «Армс Парк», Кардифф     | Уэльс     | 1:0       |               | Домашний чемпионат |
| 6  | 11 февраля 1911 | «Бейсбол Граунд», Дерби  | Ирландия  | 2:1       |               | Домашний чемпионат |
| 7  | 13 марта 1911   | «Ден», Лондон            | Уэльс     | 3:0       |               | Домашний чемпионат |
| 8  | 10 февраля 1912 | «Далимаунт-Парк», Дублин | Ирландия  | 6:1       | 12′ 40′ 64′   | Домашний чемпионат |
| 9  | 17 марта 1913   | «Аштон Гейт», Бристоль   | Уэльс     | 4:3       | 15′           | Домашний чемпионат |
| 10 | 5 апреля 1913   | «Стэмфорд Бридж», Лондон | Шотландия | 1:0       |               | Домашний чемпионат |
| 11 | 14 апреля 1914  | «Хэмпден Парк», Глазго   | Шотландия | 1:3       | 15′           | Домашний чемпионат |

## Достижения
Суиндон Таун
- Чемпион Южной лиги: 1909/10, 1913/14
- Обладатель Кубка Дюбонне[англ.]: 1910[1]

Сборная Англии
- Победитель Домашнего чемпионата Британии: 1909, 1911, 1912 (разделённый титул), 1913

## Личная жизнь
Флеминг окончил теологический колледж святого Бонифация в Ворминстере и всю жизнь был «религиозным человеком». Он взял на себя обязательство никогда не играть в Великую пятницу и Рождество.
В 1918 году женился на Грейс Хаскинс. В браке родилась дочь Мериал (1920—1992).
После завершения футбольной карьеры стал успешным бизнесменом в Суиндоне. Был владельцем фабрики по производству футбольных бутс.
Умер в Суиндоне в августе 1955 года в возрасте 68 лет.

## Наследие

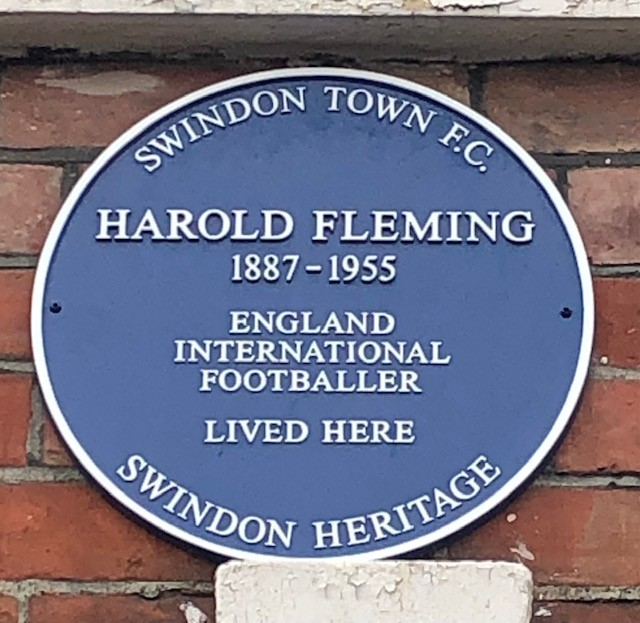
Синяя табличка на доме, в котором жил Флеминг (Дарем-стрит, Суиндон)

Бронзовая статуя Флеминга была открыта 2 мая 1956 года в фойе стадиона «Каунти Граунд» в Суиндоне.
Улица в Флеминг-уэй (англ. Fleming Way) в Суиндоне, расположенная неподалёку от домашнего стадиона «Суиндон Таун», названа в его честь. В 2019 году на доме на Дарем-стрит, где Флеминг жил, была установлена синяя памятная табличка.
В начале 2009 года были найдены архивные видеозаписи с игрой Флеминга.

## Статистика выступлений
| Клуб             | Сезон            | Лига | Лига | Кубок страны | Кубок страны | Кубок лиги | Кубок лиги | Прочие | Прочие | Итого | Итого |
| Клуб             | Сезон            | Игры | Голы | Игры         | Голы         | Игры       | Голы       | Игры   | Голы   | Игры  | Голы  |
| ---------------- | ---------------- | ---- | ---- | ------------ | ------------ | ---------- | ---------- | ------ | ------ | ----- | ----- |
| Суиндон Таун     | 1907/08          | 28   | 17   | 4            | 0            |            |            |        |        | 32    | 17    |
| Суиндон Таун     | 1908/09          | 34   | 29   | 1            | 0            |            |            |        |        | 35    | 29    |
| Суиндон Таун     | 1909/10          | 33   | 19   | 5            | 5            | 3          | 1          |        |        | 41    | 25    |
| Суиндон Таун     | 1910/11          | 30   | 19   | 4            | 2            | 2          | 0          |        |        | 36    | 21    |
| Суиндон Таун     | 1911/12          | 20   | 16   | 6            | 5            | 1          | 0          | 1      | 1      | 28    | 22    |
| Суиндон Таун     | 1912/13          | 12   | 9    | 2            | 1            |            |            |        |        | 14    | 10    |
| Суиндон Таун     | 1913/14          | 24   | 18   | 1            | 1            |            |            |        |        | 25    | 19    |
| Суиндон Таун     | 1914/15          | 22   | 12   | 2            | 0            |            |            |        |        | 25    | 12    |
| Суиндон Таун     | 1919/20          | 20   | 10   | 2            | 0            |            |            |        |        | 22    | 10    |
| Суиндон Таун     | 1920/21          | 26   | 16   | 1            | 1            |            |            |        |        | 27    | 17    |
| Суиндон Таун     | 1921/22          | 24   | 11   | 2            | 2            |            |            |        |        | 26    | 13    |
| Суиндон Таун     | 1922/23          | 14   | 4    | 1            | 0            |            |            |        |        | 15    | 4     |
| Суиндон Таун     | 1923/24          | 5    | 3    | 5            | 2            |            |            |        |        | 10    | 5     |
| Всего за карьеру | Всего за карьеру | 293  | 183  | 36           | 19           | 6          | 1          | 1      | 1      | 336   | 204   |